# Dromiceiomimus
Dromiceiomimus brevitertius
Genre
Espèce
Synonymes
- † Ornithomimus edmontonicus[2]

Dromiceiomimus est un genre éteint de dinosaures théropodes ornithomimosauriens, de la famille des ornithomimidés, dont la validité est remise en question par plusieurs équipes de paléontologues qui le considèrent comme un Ornithomimus,,.
Dromiceiomimus a été découvert en Alberta (Canada) dans des sédiments de la formation de Horseshoe Canyon datés du Campanien supérieur (Crétacé supérieur). 
Une seule espèce est rattachée au genre : Dromiceiomimus brevitertius, décrite par Dale Russell en 1972.

## Étymologie
Le nom de genre combine l'ancien nom de genre de l'émeu moderne « Dromiceius », « émeu », et le mot du grec ancien  « Mĩmos », « imitateur », pour donner « qui imite l'émeu ». 

## Description

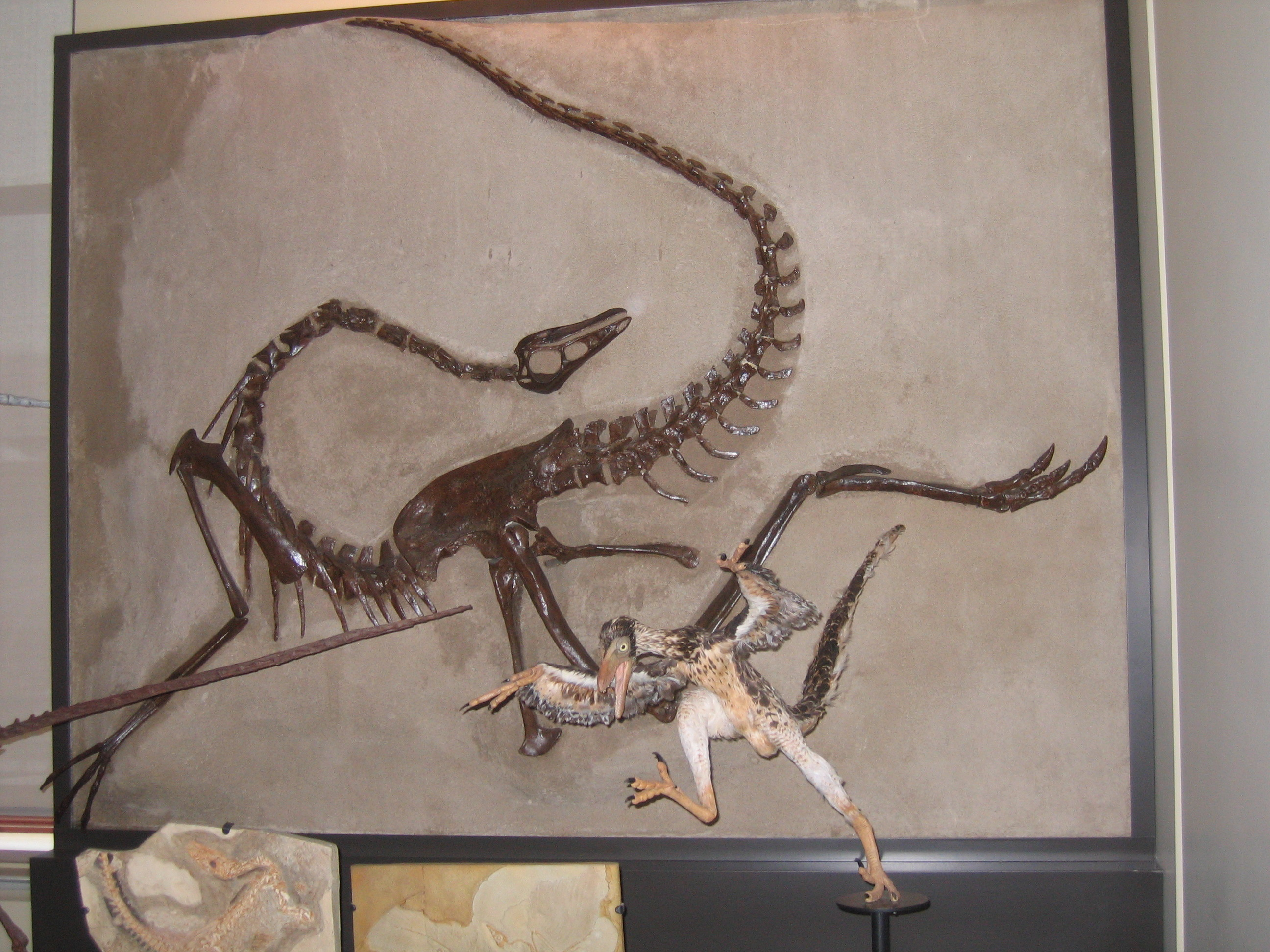
Représentation du squelette de Dromiceiomimus derrière un modèle 3D de Sinornithomimus au Musée canadien de la nature à Ottawa.

Dromiceiomimus mesurait environ 3,50 mètres de long avec un poids estimé de 100 et 150 kilogrammes. Il possédait de longues pattes arrière, de longs bras minces et un crâne léger avec de grandes orbites et un bec sans dents. Son fémur mesure 46,8 centimètres.

## Validité du genre
Après son érection comme un nouveau genre en 1972 par Dale Russell, il a été considéré comme un synonyme plus récent du genre Ornithomimus par plusieurs équipes de paléontologues ; en 1981 par Nicholls et Russell, Alifanov and Saveliev (2015), Claessens and Loewen (2016), McFeeters et al. (2016), puis, plus précisément, avec Ornithomimus edmontonicus par Makovicky et ses collègues en 2004 et Kobayashi et ses collègues en 2006.